# Amalda coccinata
Amalda coccinata is een slakkensoort uit de familie van de Olividae. De wetenschappelijke naam van de soort is voor het eerst geldig gepubliceerd in 1980 door Kilburn.